# I.Ae. 24 カルクィン
I.Ae. 24 カルクィン
I.Ae. 24 カルクィン
- 用途：爆撃機
- 製造者：航空技術研究所（Instituto Aerotécnico Córdoba）
- 運用者：アルゼンチン空軍
- 初飛行：1946年6月5日
- 生産数：101機
- 生産開始：1947年
- 退役：1960年

I.Ae. 24 カルクィン（I.Ae.24 "Calquin"）は、第二次世界大戦後直ぐにアルゼンチンの航空技術研究所（Instituto Aerotécnico Córdoba）で設計、開発された爆撃機である。
外観は一見するとデ・ハビランド モスキートであったが、プラット・アンド・ホイットニー R-1830-G 「ツインワスプ」星型エンジンを2基装備している。性能は低く、どの方向の操作に対しても挙動が過敏で事故が多かったが、20年近くに渡り運用された後で退役した。なお、カルクィンとはマプチェ語でイヌワシの意。

## 設計と開発
デ・ハビランド モスキートの成功を受けて、航空技術研究所はアルゼンチンで初めて設計、製造される双発機に類似の全木製構造を採用することにした。I.Ae.24は、片持ち式の中翼配置の木製（全て現地産を使用）主翼に羽布張りの動翼を持っていた。降着装置は通常の引き込み形式で、2重オレオを備えた主車輪はエンジン・ナセルに、尾輪は後部胴体に引き込まれた。2名の乗員は、部分的にアクリル樹脂を使用したガラス製の大型キャノピーの中で並列に配置されていた。武装は機首に4丁の12.7 mm 機関銃を集中配置し、後には20 mm 機関砲や内部爆弾倉に800 kg (1,764 lb) の爆弾と主翼下に12発の75 mm ロケット弾を装備した機体もあった。
元々はI.Ae. 24もロールス・ロイス マーリン エンジンを装備する予定であったが、相当量の供給が不可能となり、結局1,050 hp (782.5 kW) のプラット・アンド・ホイットニー R-1830-G を代替とすることになった。マーリン エンジンを装備する派生型はモスキートと同等の性能を発揮すると計画されたが、R-1830 エンジンを装備した試作機は440 km/h (273 mph) に達するのがやっとであった。後の試作機のI.Ae.28はマーリン エンジンを装着したが、開発計画はより高性能のI.Ae. 30 ナンクに取って代わられた。

## 運用の歴史
テストで低性能であることが分かっていたが、I.Ae. 24 カルクィンは攻撃機と軽爆撃機としての任務をこなすことは可能であった。合計100機が発注され、量産初号機は1947年7月4日に初飛行を行った。発注された機体の生産は1950年に終了した。実戦部隊での運用は1957年までであったが、1960年まで使用された機体もあった。

## 要目
(I.Ae.24 "Calquín") Jane's Jane's Encyclopedia of Aviation
- 乗員：2名（パイロット、爆撃手/航法士）
- 全長：12 m (39 ft 4.5 in)
- 全幅：16.3 m (53 ft 5.75 in)
- 全高：5.3 m (17 ft 5 in)
- 最大離陸重量：7,200 kg (15,873 lb)
- エンジン：2 × プラット・アンド・ホイットニー R-1830-G 「ツインワスプ」星型エンジン、1,050 hp (782.5 kW)
- プロペラ：3枚ブレード ハミルトン・スタンダード 油圧式 23-E-50
- 最大速度：440 km/h (273 mph, 237 knots)
- 巡航高度：10,000 m (32,800 ft)
- 航続距離：1,040 km (646 mi, 562 NM)

- 武装： 
  - 4× 20 mm イスパノ Mk II機関砲
  - 4× .303 in (7.7 mm) ブローニング機関銃
  - 12 x 60 lb (27 kg) ロケット弾 (Mk VI)
  - 爆弾 1,764 lb (800 kg)